# Patrick Watson
Patrick Watson (Lancaster, 8 ottobre 1979) è un cantautore e musicista canadese.

## Biografia
Nato a Lancaster, in California, e cresciuto ad Hudson, in Québec, frequenta il Lower Canada College ed inizia a lavorare come analista dell'acqua presso una ditta della città. La sua carriera musicale nasce ai tempi del college, in una band ska chiamata Gangster Politics.

## Discografia
- Waterproof9 (2001)
- Just Another Ordinary Day (2003)
- Close to Paradise (2006)
- Wooden Arms (2009)
- Adventures in Your Own Backyard (2012)
- Love Songs for Robots (2015)
- Wave (2019)
- Better in the Shade (2022)